# Sonic Advance 3
Sonic Advance 3 – piąta gra z serii Sonic the Hedgehog wydana na platformę Game Boy Advance przez Segę. Znacznie różni się od poprzednich części, gdyż wprowadzono w niej dość skomplikowany system drużyn, w którym bohaterowie formują dwuosobowe składy (druga postać kontrolowana jest przez komputer). Każda drużyna ma ściśle określoną formację („speed”, „power” lub „fly”) i może stosować specjalne techniki zwane „tag actions” – rodzaj takiej techniki zależy od bohatera. System formacji drużynowych obecny w Sonic Advance 3 został później rozbudowany i wykorzystany w Sonic Heroes.

## Fabuła gry
Doktor Eggman, który pragnie przejąć władzę nad światem, zdołał zebrać wszystkie siedem Szmaragdów Chaosu. Dowiedziawszy się o tym, Sonic i Tails postanawiają powstrzymać złego doktora, lecz zanim udaje im się dotrzeć do jego bazy, Eggman wywołuje kontrolę chaosu przy pomocy szmaragdów i dzieli świat na kilka równoległych wymiarów. Jedynym ratunkiem dla świata naszych bohaterów jest moc Głównego Szmaragdu, który potrafi neutralizować moc zwykłych szmaragdów. Co gorsza, Sonic i Tails zostają oddzieleni od reszty towarzyszy, którzy znajdują się teraz w różnych wymiarach, a na dodatek Eggman stara się, aby bohaterowie nie zepsuli po raz kolejny jego planu. Dlatego do walki wystawia swoje najnowsze dzieło – najpotężniejszego jak dotąd robota bojowego Gemerla.

## Grywalne postacie

### Sonic the Hedgehog
Główny bohater gry i jedna z pierwszych postaci, dostępna od początku gry. Jest bohaterem typu Speed (szybkość).
- Tag Action: Boost Speed – dzięki tej technice lider drużyny osiąga zawrotną prędkość, przez co z łatwością wbiegnie nawet po najbardziej stromym zboczu (wykonywane zarówno na ziemi jak i w powietrzu), dlatego jeż Sonic jest pędziwiatrem.

### Miles „Tails” Prower
Najlepszy przyjaciel Sonica i druga z postaci, którą możemy grać od początku gry. Jego umiejętność latania ułatwia przejście niektórych poziomów w grze. Tails jest bohaterem typu Fly (lot).
- Tag Action: High Jump (tylko na ziemi) – Tails sprawia, że główny bohater zostaje wyrzucony wysoko w powietrze, dzięki czemu łatwiej dostać się do wysoko położonych platform; Flight (tylko w powietrzu) – Tails łapie Twojego bohatera, dzięki czemu możesz wykorzystać jego umiejętność latania (podobnie jak robił to w Sonic the Hedgehog 3, kiedy grało się Soniciem i Tailsem).

### Knuckles the Echidna
Ostatni żyjący przedstawiciel plemienia kolczatek i strażnik Głównego Szmaragdu na wyspie Anioła. Jest bohaterem formacji Power. Można go odblokować pokonując mini-bossa w trzecim akcie Sunset Hill Zone jako Sonic.
- Tag Action: Power Throw (tylko na ziemi) – Twój bohater rzuca Knucklesem jak piłką, technika ta może być stosowana jako atak; Gliding (tylko w powietrzu) – Knuckles wykonuje swoją technikę szybowania (lider drużyny siedzi na jego plecach).

### Amy Rose
Przyjaciółka Sonica, która jest w nim zakochana i ciągle zabiega o jego względy. W walce używa swojego młotka Piko Piko. Nie ma ona ściśle określonego typu formacji (typ będzie taki sam jak typ jej towarzysza). Amy odblokujesz, jeśli jako Sonic pokonasz mini-bossa trzeciego aktu Toy Kingdom Zone.
- Tag Action: High Jump (tylko na ziemi) – dokładnie to samo, co w przypadku Tailsa; Spin High Jump – tak jak Hight Jump, tyle że dodatkowo można tę technikę zastosować jako atak do niszczenia przeciwników znajdujących się nad Tobą

### Cream the Rabbit
Mała dziewczynka, którą charakteryzuje wysoka grzeczność ale i naiwność. Cream, podobnie jak Tails jest bohaterem formacji Fly, a odblokować ją można pokonując minibossa w akcie trzecim Cyber Track Zone (jako Sonic).
- Tag Action: Chao Transform (zarówno na ziemi jak i w powietrzu) – Chesse przyjmuje wygląd lidera drużyny – od tej pory przez krótki czas możesz stosować Chao Attack. Owa technika doskonale sprawdza się zwłaszcza podczas walki z bossami.

## Pozostali bohaterowie
- Doktor Eggman
- Gemerl
- Vanilla the Rabbit